# Wuzhu
Jin Wuzhu (conosciuto anche con il suo nome sinicizzato Wanyan Zongbi; ... – 1148) è stato un principe, generale militare e ministro civile della dinastia cinese Jīn guidata dai Jurchen. 

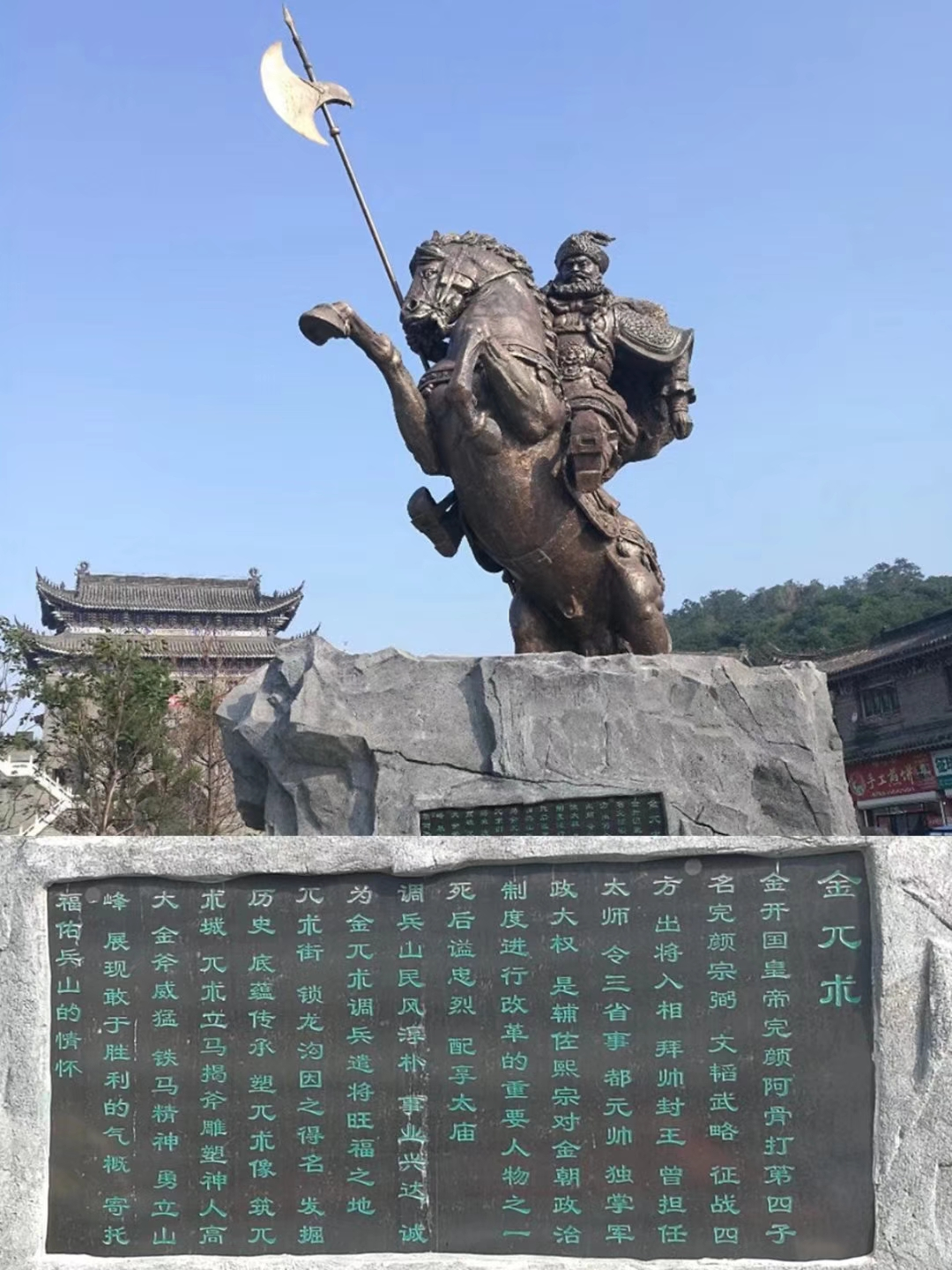
Statua di Jin Wuzhu

Era il quarto figlio di Aguda, il fondatore e primo imperatore della dinastia Jīn.

## Biografia
Wuzhu iniziò la sua carriera militare in gioventù, quando partecipò alla ribellione Jurchen guidata da suo padre contro la dinastia Liao guidata dai Khitan. Tra la fine degli anni 1120 e il 1130 combatté per la dinastia Jīn in una serie di guerre contro la dinastia Song settentrionale guidata dagli Han e il suo stato successore, la dinastia Song meridionale. Nel 1137, in riconoscimento del suo contributo in battaglia, fu nominato Vice Maresciallo di destra e infeudato come "Principe di Shen".
Nell'ultimo decennio della sua vita ricoprì incarichi di alto rango nella corte imperiale Jīn, tra cui quelli di Cancelliere di sinistra, Assistente di palazzo e Maresciallo della Capitale. Morì di malattia nel 1148. Per tutta la vita fu al servizio di tre imperatori Jīn: l'imperatore Taizu (suo padre), l'imperatore Taizong (suo zio) e l'imperatore Xizong (suo nipote).